# Porchowskoje
Porchowskoje (russisch Порховское, deutsch Kermuschienen, 1938–1945 Fritzenau) ist ein Ort in der russischen Oblast Kaliningrad. Er gehört zur kommunalen Selbstverwaltungseinheit Munizipalkreis Osjorsk im Rajon Osjorsk.

## Geographische Lage
Porchowskoje liegt am Nordostrand des les Oserezki (deutsch Pogrimmer Wald/Grimmer Wald). Den westlichen Ortsrand bildet der kleine Fluss Wika (Wiek). Durch den Ort verläuft die Kommunalstraße 27K-177, welche die Rajonstadt Osjorsk (sieben Kilometer) mit Gawrilowo (Gawaiten/Herzogsrode) (neun Kilometer) verbindet. In Porchowskoje zweigt eine kleine Landstraße ab, die durch den unbewohnten Ort Krasny Bor (Kellmienen/Kellmen) und Ossipenko (Adlig Pogrimmen/Grimmen) nach Pskowskoje ((Königlich) Pogrimmen/Grimmen) führt. Ein Bahnanschluss besteht nicht.

## Geschichte
Kermuschienen zählte im Jahre 1818 56 Einwohner, deren Zahl bis 1863 auf 64 anstieg. Es gehört zu den Gründergemeinden des Amtsbezirks Wilhelmsberg (heute russisch: Jablonowka) im Jahre 1874. Bis 1945 das Dorf eine Landgemeinde in diesem Amt im Landkreis Darkehmen (1938–1946 Angerapp) in der preußischen Provinz Ostpreußen.
Im Jahre 1907 lebten in Kermuschienen 67 Menschen, 1925 waren es stattliche 214. Doch sank diese Zahl bis 1933 auf 136 und betrug 1939 nur noch 132.
Am 17. Oktober 1928 wurde der Nachbarort Brindlacken (1938–1946 Kleinfritzenau, heute russisch Prudnoje) in die Landgemeinde Kermuschienen eingegliedert, die am 3. Juni 1938 – mit amtlicher Bestätigung vom 16. Juli 1938 – in „Fritzenau“ umbenannt wurde.
Im Januar 1945 wurde der Ort von der Roten Armee besetzt. Die neue Polnische Provisorische Regierung ging zunächst davon aus, dass er mit dem gesamten Kreis Darkehmen (Angerapp) unter ihre Verwaltung fallen würde. Im Potsdamer Abkommen (Artikel VI) von August 1945 wurde die neue sowjetisch-polnische Grenze aber unabhängig von den alten Kreisgrenzen anvisiert, wodurch der Ort unter sowjetische Verwaltung kam. Im November 1947 erhielt er den russischen Namen Porchowskoje und wurde gleichzeitig dem Dorfsowjet Bagrationowski selski Sowet in Rajon Osjorsk zugeordnet. Die polnischen Umbenennungen des Ortes in Kiermuszyny Wielkie im Dezember 1947 und in Jeniciszki im Februar 1949 wurden nicht mehr wirksam. Von 2008 bis 2014 gehörte Porchowskoje zur Landgemeinde Gawrilowskoje selskoje posselenije, von 2015 bis 2020 zum Stadtkreis Osjorsk und seither zum Munizipalkreis Osjorsk.

## Kirche
Das vor 1945 überwiegend evangelische Dorf Kermuschienen/Fritzenau war in das Kirchspiel Wilhelmsberg (russisch: Jablonowka) eingegliedert. Es gehörte zum Kirchenkreis Darkehmen (1938–1946 Angerapp, seit 1946: Osjorsk) in der Kirchenprovinz Ostpreußen der Kirche der Altpreußischen Union. Letzter deutscher Geistlicher war Pfarrer Johannes Schenk.
Während der Sowjetzeit war alle kirchliche Aktivität verboten. In den 1990er Jahren bildete sich dann im nahegelegenen Kirchspielort Kadymka (Eszerningken, 1936–1938 Escherningken, 1938–1946 Eschingen) eine neue evangelische Gemeinde, die zur Propstei Kaliningrad in der Evangelisch-Lutherischen Kirche Europäisches Russland (ELKER) gehört. Das zuständige Pfarramt ist das der Salzburger Kirche in Gussew (Gumbinnen).